# 池田弘一
池田 弘一（いけだ こういち、1940年4月21日 - ）は、日本の実業家。アサヒビール代表取締役社長、同社代表取締役会長、日本経団連評議員会副議長、経済同友会副代表幹事、全国法人会総連合会長などを歴任した。

## 人物・経歴
福岡県筑紫野市出身。福岡県立福岡高等学校を経て、1963年九州大学経済学部卒業、朝日麦酒（現アサヒグループホールディングス）入社。飲料営業部営業課長を経て、1987年営業部副部長。1996年取締役。1997年常務取締役。1999年専務取締役。2000年専務執行役員。2001年専務取締役。2002年代表取締役社長兼COO。2006年代表取締役会長兼CEO。2008年九州大学経済学部同窓会会長。2010年朝日麦酒相談役。2011年住友化学監査役。日本経団連評議員会副議長、経済同友会副代表幹事などを経て、2012年全国法人会総連合会長。2015年東芝取締役、住友化学取締役。ニューオータニ取締役、小松製作所取締役、ワタベウェディング取締役なども歴任した。2016年秋の叙勲で旭日重光章受章。2023年食料産業特別貢献大賞受賞。